# Kaspische Gleditschie
Die Kaspische Gleditschie (Gleditsia caspica) ist eine Art aus der Gattung der Gleditschien (Gleditsia) in der Unterfamilie der Johannisbrotgewächse (Caesalpinioideae) innerhalb der Familie der Hülsenfrüchtler (Fabaceae). Das natürliche Verbreitungsgebiet liegt im Iran und in Aserbaidschan. Sie wird selten als Zierstrauch gepflanzt.

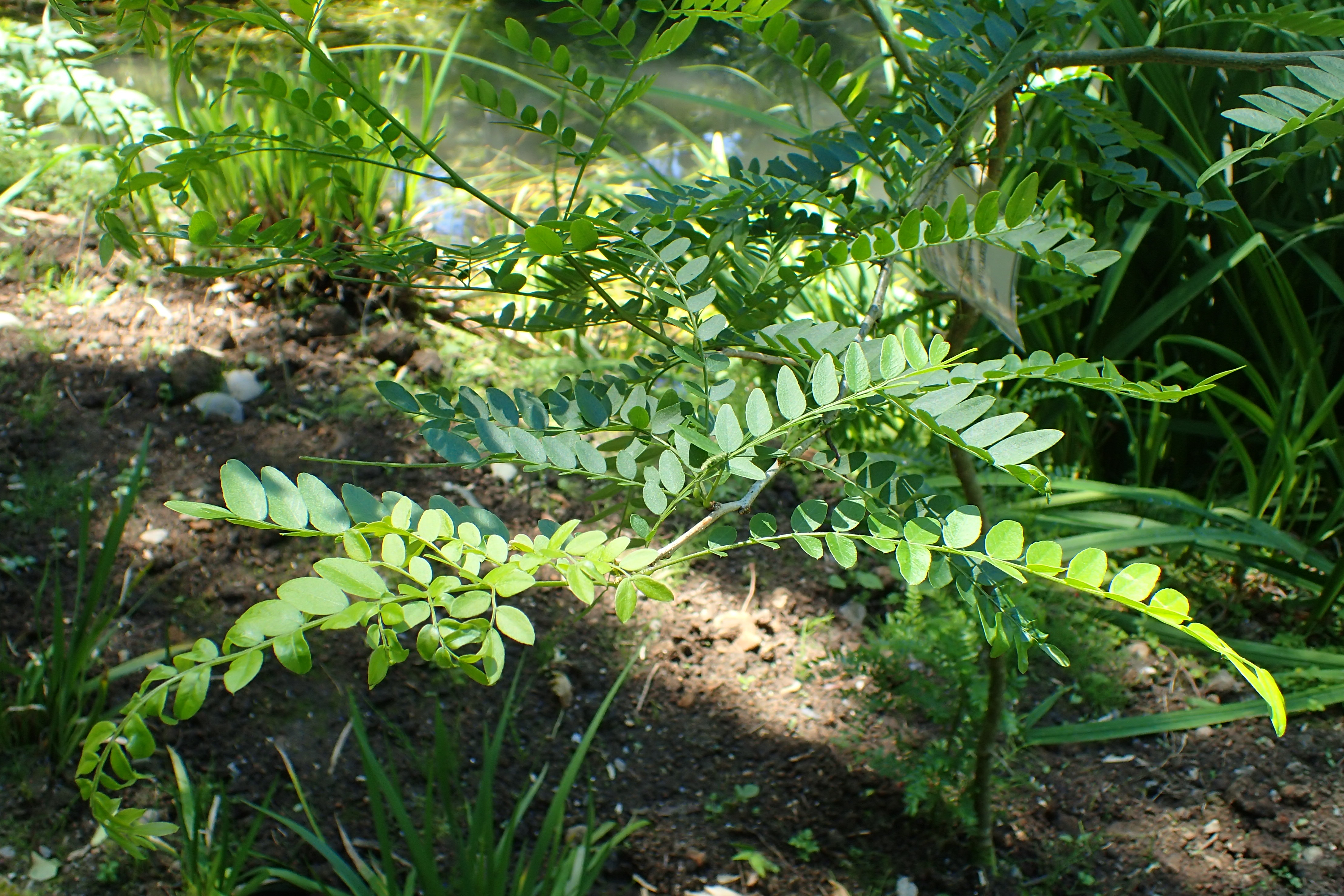
Habitus

## Beschreibung
Die Kaspische Gleditschie ist ein sommergrüner, breitkroniger, kleiner Baum, der Wuchshöhen von bis zu 12 Metern erreicht. Es sind zahlreiche, bis zu 15 Zentimeter lange, stark verzweigte und abgeflachte Dornen vorhanden. Die Jungen Triebe sind leuchtend grün und kahl. Die Laubblätter sind 15 bis 25 Zentimeter lang und meist einfach gefiedert. Die Blattspindel und die Blättchenstiele sind behaart. Die doppelt gefiederte Blattspreite besitzt sechs bis acht Fiedern erster Ordnung. Die zwölf bis 24 Blättchen sind glänzend, bis zu 5 Zentimeter lang, eiförmig bis elliptisch, abgerundet bis ausgerandet mit fein gekerbtem Blattrand.
Die Blütezeit liegt im Juni und im Juli. Die dichten, behaarten, traubigen Blütenstände sind 5 bis 10 Zentimeter lang. Die fast sitzenden, zwittrigen Blüten sind zygomorph und fünfzählig mit doppelter Blütenhülle. Die Blütenkronblätter stehen in der typischen Form der Schmetterlingsblüte zusammen. Die Hülsenfrüchte sind 20 Zentimeter lang, dünn und säbelartig gebogen.

## Vorkommen
Das natürliche Verbreitungsgebiet liegt in Aserbaidschan und im nördlichen Iran am Kaspischen Meer und an den unteren Flussläufen des Talysch-Gebirges. In der Ukraine ist Gleditsia caspica verwildert. Die Kaspische Gleditschie wächst in artenreichen Wäldern, in Trockenwäldern und Steppen auf mäßig trockenen bis frischen, schwach sauren bis alkalischen, nährstoffreichen Böden an sonnigen bis lichtschattigen Standorten.

## Taxonomie
Die Erstbeschreibung von Gleditsia caspica erfolgte 1809 durch René Louiche Desfontaines in Histoire des Arbres et Arbrisseaux qui peuvent etre cultivés en pleine terre sur le sol de la France Band 2, Seite 247. Das Artepitheton caspica verweist auf das Verbreitungsgebiet am Kaspischen Meer. Synonyme für Gleditsia caspica Desf. sind Gleditsia caspia Desf. und Gleditsia horrida subsp. caspia (Desf.) Paclt.

## Verwendung
Die Kaspische Gleditschie wird sehr selten wegen ihrer bemerkenswerten Früchte und der auffallenden Herbstfärbung als Zierstrauch verwendet. Sie ist stadtklimaverträglich, wärmeliebend und etwas frostempfindlich. Sie dient manchmal auch als Bienenweide.

## Nachweise